# 시모이와카와촌
시모이와카와촌(下岩川村)은 아키타현 야마모토군에 설치되었던 촌이다.